# ادیت الوما
ادیت الوما (انگلیسی: Edith Eluma؛ زادهٔ ۲۷ سپتامبر ۱۹۵۸) بازیکن فوتبال اهل نیجریه است.
وی همچنین در تیم ملی فوتبال زنان نیجریه بازی کرده‌است.